# Ras el Ma

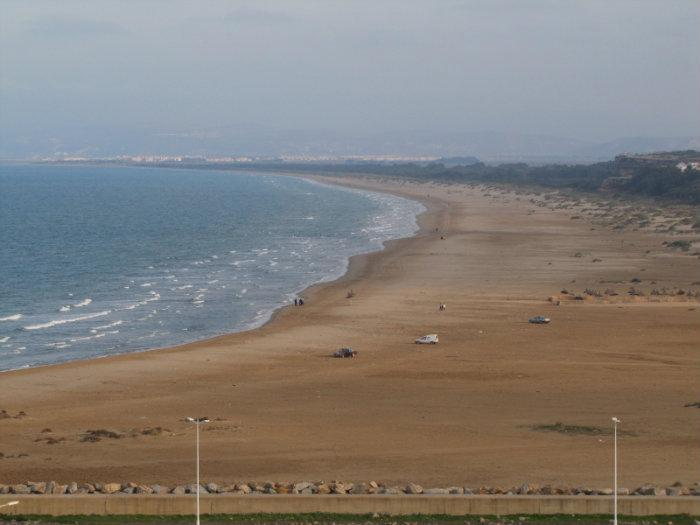
Sandstrand (Plage Cap de l’Eau)

Ras el Ma (arabisch رأس الماء, DMG Raʾs al-Māʾ, auch Ras Kebdana oder Kaboyawa) ist eine Kleinstadt und Hauptort einer gleichnamigen Landgemeinde (commune rurale) mit insgesamt etwa 7500 Einwohnern in der Provinz Nador in der Region Oriental im Nordosten Marokkos.

## Lage und Klima
Ras el Ma liegt am gleichnamigen Kap (frz. Cap de l’Eau), einem Küstenvorsprung des östlichen Rif-Gebirges, etwa 65 km (Fahrtstrecke) östlich der Provinzhauptstadt Nador und etwa 15 km westlich der Grenzstadt Saidia in einer Höhe zwischen etwa 10 und 20 m. Die Regionalhauptstadt Oujda befindet sich etwa 76 km südöstlich. Das Klima ist im Vergleich zum westlichen Teil des Rif-Gebirges eher trocken.
Zwischen Ras el Ma und Saidia erstreckt sich im Mündungsbereich des Moulouya ein kleines Naturschutzgebiet. Die 4 km nördlich des Cap de l’Eau vorgelagerten Mittelmeerinseln Islas Chafarinas gehören seit 1848 zu Spanien.

## Bevölkerung
| Jahr      | 1994   | 2004  | 2014  | 2024  |
| --------- | ------ | ----- | ----- | ----- |
| Einwohner | 10.678 | 9.888 | 7.580 | 7.527 |

Die Einwohner von Ras el Ma sind größtenteils Zuwanderer berberischer Abstammung, Rifkabylen aus dem Kebdana-Gebirge. Man spricht Tarifit und marokkanisches Arabisch. Die Bevölkerungszahlen sind seit Jahren leicht rückläufig, denn viele Einwohner zieht es zwecks Arbeitssuche nach Nador oder Oujda oder aber nach Europa.

## Wirtschaft
Jahrhundertelang lebten die Menschen als Selbstversorger von der Landwirtschaft, der Viehzucht und vom Fischfang, der heute die wichtigste Einnahmequelle darstellt. Auch der Tourismus spielt eine gewisse Rolle, denn Richtung Osten erstreckt sich ein ca. 6 km langer Sandstrand, der an den Wochenenden von Tagesurlaubern aus der Umgebung besucht wird.

## Geschichte
Vom 8. bis ins frühe 11. Jahrhundert gehörte die Gegend um das Cap de l’Eau zum Emirat Noukour, das im 9. und 10. Jahrhundert etliche Überfälle der Wikinger zu erdulden hatte. In der Folgezeit blieb es still, da die stark zerklüftete Mittelmeerküste außerhalb des strategisch-militärischen Interesses der jeweiligen Machthaber lag. Auch im Rif-Krieg blieb die Gegend weitgehend unbehelligt.